# Willie Waddell
William Waddell (Forth, 7 de março de 1921 – Glasgow, 14 de outubro de 1992) foi um futebolista e treinador profissional de futebol escocês. Seu único clube em uma carreira de 16 anos como atacante (interrompida pela Segunda Guerra Mundial) foi o Rangers, onde ele conquistou seis títulos pelo clube. Ele também jogou 18 vezes pela Seleção Escocesa. Waddell também foi treinador dos Rangers – levando o clube a vencer o seu único troféu continental na Taça dos Clubes Vencedores de Taças de 1971–72 – e atuou como diretor do clube de Glasgow, após uma passagem pelo Kilmarnock que culminou em seu único título da liga escocesa, em 1964–65, seguido por alguns anos trabalhando como jornalista esportivo.

## Títulos

### Futebolista
Rangers
- Liga Escocesa: 1938–39, 1946–47, 1948–49, 1952–53
- Copa da Escócia: 1948–49, 1952–53

### Treinador
Kilmarnock
- Liga Escocesa: 1964–65

Rangers
- Copa da Liga Escocesa: 1970–71
- Taça dos Clubes Vencedores de Taças: 1971–72